# Жерань-Дужи
Жерань-Дужи (пол. Żerań Duży) — село в Польщі, у гміні Ольшево-Борки Остроленцького повіту Мазовецького воєводства.
Населення — 36 осіб (2011).
У 1975-1998 роках село належало до Остроленцького воєводства.

## Демографія
Демографічна структура станом на 31 березня 2011 року:
|          | Загалом | Допрацездатний вік | Працездатний вік | Постпрацездатний вік |
| -------- | ------- | ------------------ | ---------------- | -------------------- |
| Чоловіки | 19      | 6                  | 10               | 3                    |
| Жінки    | 17      | 2                  | 11               | 4                    |
| Разом    | 36      | 8                  | 21               | 7                    |